# Ananteris kuryi
Ananteris kuryi – gatunek skorpionów z rodziny Buthidae, opisany w 2009 r. przez Giupponiego, Vasconcelosa i Lourenço.

## Systematyka

### Etymologia
Nazwa gatunkowa kuryi została nadana na cześć Adriana B. Kurego, brazylijskiego arachnologa.

### Podział systematyczny
Ananteris kuryi to przedstawiciel rodzaju Ananteris.

## Zasięg występowania
Ameryka Południowa, południowo-wschodnia Brazylia, endemiczne stanowisko: Bahia.

## Opis
Rozmiar: 19,9 mm.